# Santiago Morandi
Santiago Morandi, vollständiger Name Santiago Morandi Vidal, (* 6. April 1984 in Montevideo) ist ein ehemaliger uruguayischer Fußballspieler.

## Karriere
Der 1,85 Meter große Torhüter Morandi gehörte zu Beginn seiner Karriere von 2004 bis 2007 zunächst Central Español und 2007 bis 2008 dem Club Atlético Progreso an. 2009 absolvierte er für den brasilianischen Klub Democrata GV eine Ligapartie im Campeonato Mineiro. Von 2010 bis zum Jahresende 2012 spielte er für die Mannschaft des Club Deportivo Suchitepéquez in Guatemala. In der Saison 2011/12 lief er bei den Guatemalteken 47-mal in der Liga Nacional auf. Anschließend folgte 2012 ein Wechsel innerhalb der Liga zum Club Deportivo Heredia, für den er in der Spielzeit 2012/13 24 Ligaspiele absolvierte. Zum Jahresbeginn 2013 schloss er sich den Cafetaleros de Tapachula an. Bei den Mexikanern wurde er 14-mal in der Primera A und zweimal in der Copa México eingesetzt. Ab Anfang Juli 2013 setzte er seine Karriere wieder in Guatemala fort. Arbeitgeber war dieses Mal CSD Municipal. Nach saisonübergreifend 77 Ligaeinsätzen und vier Einsätzen in der CONCACAF Champions League verpflichtete ihn Mitte Januar 2015 der uruguayische Erstligist Club Atlético Rentistas. In der Clausura 2015 ist dort sein Mitwirken in sieben Begegnungen der Primera División verzeichnet. Anfang Juli 2015 wechselte er nach Chile zu Deportivo Ñublense. In der Saison 2015/16 stehen bei den Chilenen 29 Einsätze in der Primera B und vier in der Copa Chile zu Buche. Anfang Juli 2016 schloss er sich San Marcos de Arica an.